# Hamar (Unst)

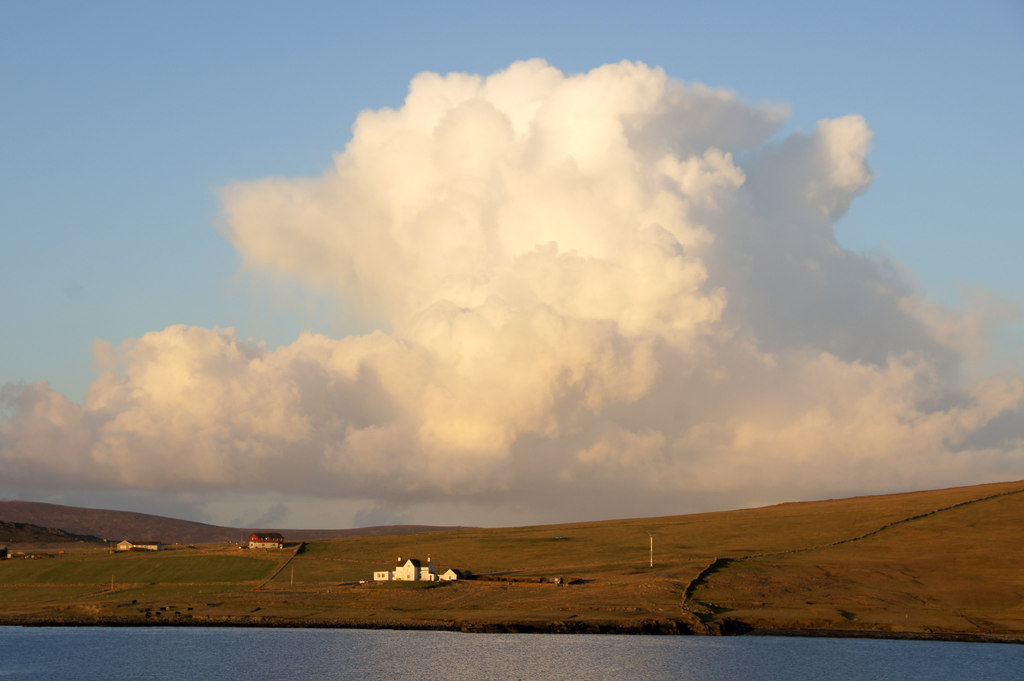
Blick von Südosten auf Hamar

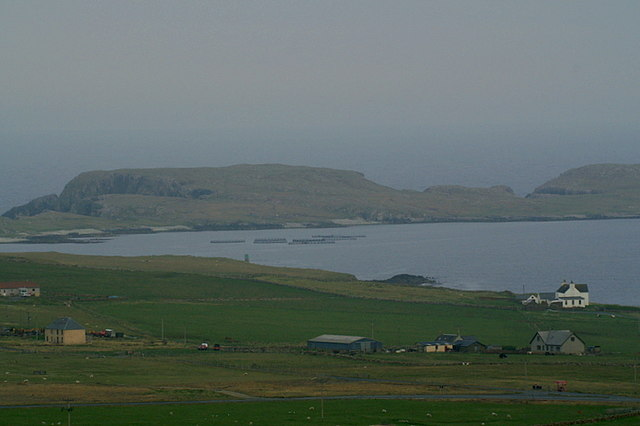
Blick über Hamar auf die Insel Balta

Hamar ist eine Ortschaft, die im Nordosten der zu Schottland zählenden Shetlands liegt.

## Geographie
Hamar ist eine kleine Ortschaft, die in der Nähe der östlichen Küste der Insel Unst liegt. Sie wird hier gebildet durch die Wasserstraße Balta Sound, die südlich von Hamar verläuft. Überragt wird der Ort im Nordosten durch den 89 Meter hohen Berg Keen of Hamar. Eine Ortschaft in der Nähe ist Buness im Westen.

## Historisches
Im Rahmen der historischen Gliederung Schottlands in Civil Parishes zählt Hamar zu Unst. Nordöstlich des Ortes sind die Überreste einer Siedlung der Norweger 1996 als Scheduled Monument eingestuft worden.